# Philippe Petit
Philippe Petit (Nemours, 1949. augusztus 13. –) francia kötéltáncos. 1974. augusztus 7-én egy 200 kilogrammos acélkábelen egyensúlyozott a Világkereskedelmi Központ ikertornyai között. Az illegálisan szervezett mutatvány 45 percig tartott, és felkeltette a világsajtó figyelmét.

## Élete
Nemours városában született. Apja, Edmond Petit a francia hadsereg pilótája volt. Philippe fiatalon ismerkedett meg a bűvészettel és a zsonglőrködéssel. Tizenhat évesen kezdte el tanulni a kötéltáncot, és következő években folyamatosan fejlesztette magát. 1968-ban, egy fogászaton ülve, egy magazinban találkozott először az akkor még épülő New York-i Világkereskedelmi Központ ikertornyaival. Felkeltette az érdeklődését a két torony, és célul tűzte ki, hogy elsőként kel majd át köztük kötélen.

A 70-es évek elején több nagy mutatvánnyal lett ismert. Előbb a párizsi Notre-Dame két tornya közt kelt át, majd 1973-ban a Sydney Harbour híd két pilonja között egyensúlyozott. 

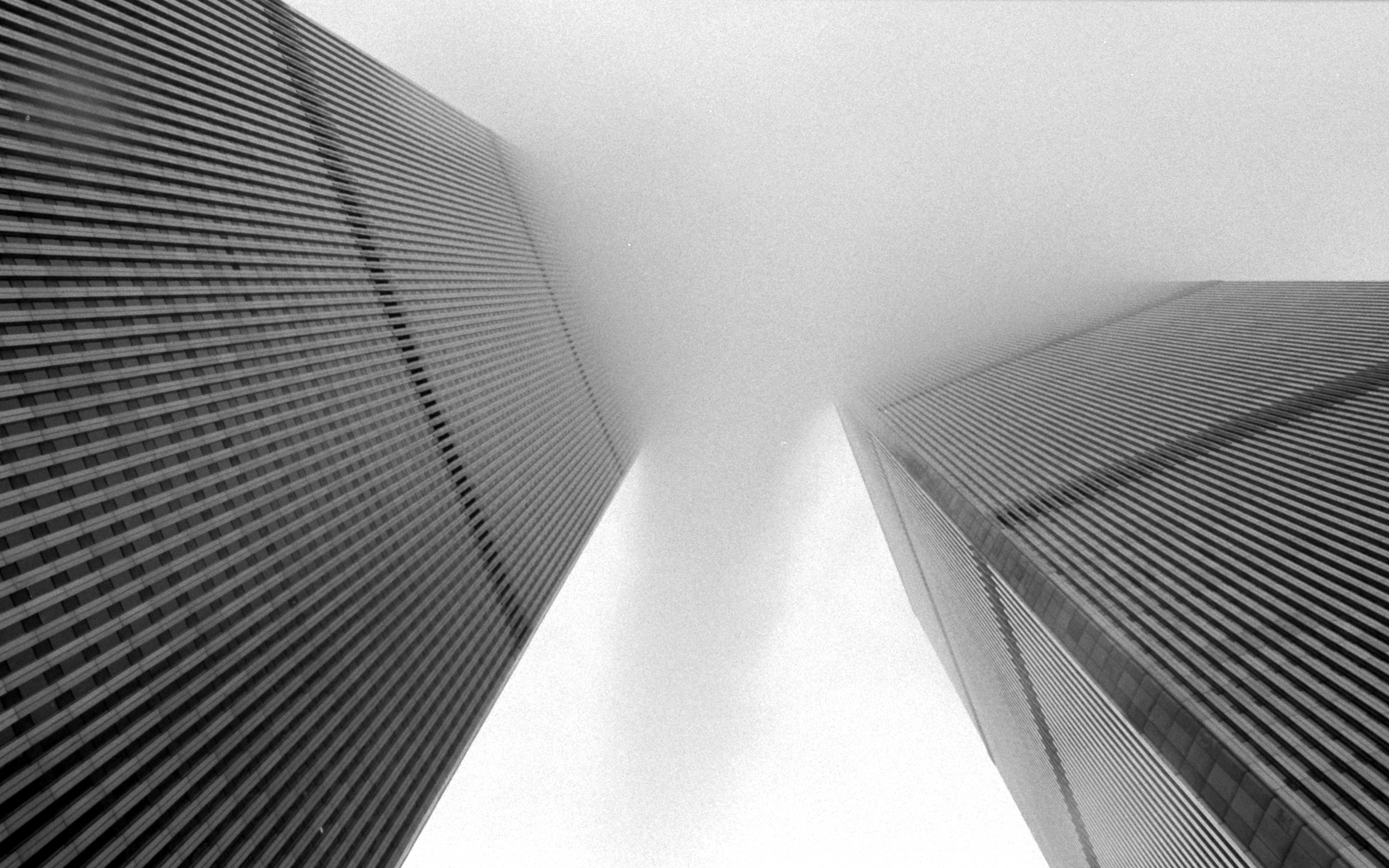
A Világkereskedelmi Központ ikertornyai

 Alapos tervezés és előkészületek után, 1974. augusztus 7-én reggel megkezdte útját a Világkereskedelmi Központ déli tornyáról az északi felé, az előző éjjel kifeszített acélkábelen. 45 percig sétált a két torony között, mialatt nyolc fordulót tett. Ezalatt a kikötői hatóság rendőrei felszólították, hogy fejezze be a mutatványt, de Petit csak akkor jött le a drótról, amikor elkezdett esni az eső. A déli toronynál adta meg magát a hatóságnak, ahonnan bilinccsel a kezén vitték el.

## Filmes feldolgozások
2008-ban mutatták be az Ember a magasban (Man on Wire) című filmet, amely az ikertornyoknál történtek előkészületeiről szól. A filmben az érintettek mesélik el, hogyan tervezték meg a mutatványt. Az alkotás 2009-ben megkapta a legjobb filmnek járó BAFTA-díjat, valamint a legjobb dokumentumfilmnek járó Oscar-díjat.
Az attrakcióról Robert Zemeckis készített mozifilmet Kötéltánc (2015) címmel, mely Petit azonos című könyve alapján készült.

## Visszaemlékezései magyarul
- Felhőkkel táncoló. Drótkötélen az ikertornyok között; ford. Frigyik László; Partvonal, Budapest, 2008